# Triacanthia filictorum
Triacanthia filictorum är en fjärilsart som beskrevs av Jean Romieux 1937. Triacanthia filictorum ingår i släktet Triacanthia och familjen bastardsvärmare. Inga underarter finns listade i Catalogue of Life.